# Zygmunt Walenty Myrton-Michalski

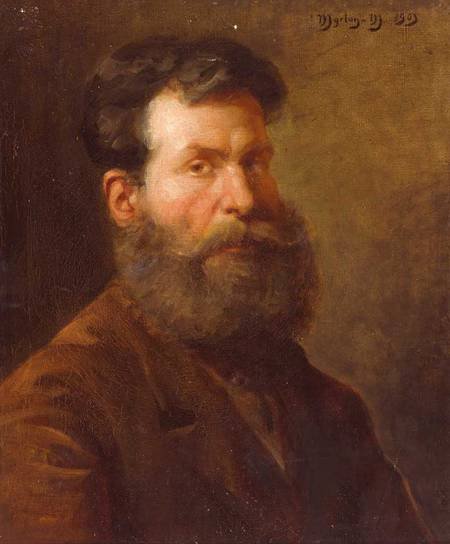
Portret brodatego mężczyzny

Zygmunt Walenty Myrton-Michalski (ur. 1861 w Poznaniu – zm. 1909 w Paryżu) – polski malarz-portrecista.

## Życiorys
Po ukończeniu gimnazjum w Poznaniu dzięki otrzymanemu stypendium studiował w latach 1880-1884 na Akademii Sztuk Pięknych w Krakowie pod kierunkiem profesorów Władysława Łuszczkiewicza, Floriana Cynka oraz Leopolda Löfflera.
Po ukończeniu studiów na Akademii Krakowskiej wyjechał w roku 1885 do Paryża, gdzie kontynuował studia malarskie w pracowni Charles Émile Carolus-Durana.
Zamieszkał na stałe w Paryżu, gdzie zdobył sobie dużą popularność jako portrecista. Został członkiem Société Nationale des Beaux-Arts. Wystawiał swoje prace na paryskich Salonach. a także na wystawach malarstwa w Berlinie, Karlsruhe i innych miastach europejskich.
Uczestniczył również w wystawach krajowych, m.in. w Towarzystwie Przyjaciół Sztuk Pięknych w Krakowie i Lwowie.
Większość dzieł Myrtona-Michalskiego znajduje się w zbiorach francuskich.